# Ctenichneumon coracinus
Ctenichneumon coracinus är en stekelart som först beskrevs av Berthoumieu 1894.  Ctenichneumon coracinus ingår i släktet Ctenichneumon och familjen brokparasitsteklar. Inga underarter finns listade i Catalogue of Life.